# Corte dei Miracoli
Corte dei Miracoli foi um grupo de rock progressivo italiano ativo nos anos 1970.

## História
Com uma característica formação com dois tecladistas e sem guitarra, a Corte dei Miracoli, de Savona, realizou somente um álbum para a pequena etiqueta Grog, com a ajuda do guitarrista do New Trolls, Vittorio De Scalzi, que era também responsável pela gestão da casa discográfica.
O grupo foi formado em torno de 1973 pelos ex-componentes do Tramps, entre os quais, o tecladista Alessio Feltri, que tinha também tocada anteriormente com Il Giro Strano, um grupo estreitamente ligado com a Corte dei Miracoli.
O segundo tecladista original, Michele Carlone, deixou o grupo pouco antes das gravações do álbum, substituído pelo pianista de jazz, Riccardo Zegna.
O álbum é obviamente orientado em direção ao progressivo sinfônico dominado pelo cruzamento dos teclados e partes vocais são o seu ponto débil, muito distante da base musical. Um bom álbum, mas não entre os melhores gêneros.
O grupo continuou a tocar até o verão de 1976. A última formação compreendia também um guitarrista Valerio Piccioli. Após a dissolução da banda, uma nova versão de Il Giro Strano foi formada por Feltri, Siri e Piccioli, mas sem sucesso.
Um bom álbum póstumo, Dimensione onirica, gravado em 1973-1974 da primeira formação, foi publicado pela Mellow em CD. O tecladista Riccardo Zegna depois deu origem ao trio Gialma 3.

## Formação
1973-74
- Graziano Zippo (voz)
- Alessio Feltri (teclado)
- Michele Carlone (teclado)
- Gabriele Siri (baixo)
- Flavio Scogna (bateria, percussões)

1975
- Carlone substituído por
- Riccardo Zegna (teclado)

## Discografia

### LP
- 1976 - Corte dei Miracoli (Grog, GRL 04)

### CD
- 1992 - Dimensione onirica (Mellow, MMP 104)
- 1993 - Live at Lux (Mellow, MMP 138)
- 1994 - Corte dei Miracoli (Vinyl Magic, VM 040)